# Cehnice
Cehnice är en ort i Tjeckien.   Den ligger i regionen Södra Böhmen, i den centrala delen av landet, 100 km söder om huvudstaden Prag. Cehnice ligger 436 meter över havet och antalet invånare är 447.
Terrängen runt Cehnice är huvudsakligen platt, men åt sydost är den kuperad. Runt Cehnice är det ganska glesbefolkat, med 28 invånare per kvadratkilometer. Närmaste större samhälle är Strakonice, 10,5 km nordväst om Cehnice. Omgivningarna runt Cehnice är en mosaik av jordbruksmark och naturlig växtlighet.